# Donde hay violencia, no hay culpa
Personnages
- Tarquino
- Lelio
- Lucrecia
- Silvia
- Sexto
- Valerio
- Octavia
- Laureta
- Colatino
- Corvín
- Tulia
- Des soldats

Donde hay violencia, no hay culpa est une zarzuela en deux actes écrite par le compositeur José de Nebra en 1744, sans que l'on ait encore découvert la date exacte, avec des œuvres aussi dignes d'intérêt que Vendado es Amor, no es ciego et No todo indicio es verdad. La partition se trouve dans les archives des cathédrales de Saragosse et le livret, écrit par Nicolás González Martínez, à la Bibliothèque nationale d'Espagne.

## Contexte historique
Le livret manuscrit conservé à la BNE confirme qu'elle a été jouée dans le palais du duc de Medinaceli en 1744. À cette époque, les nobles avaient l'habitude de jouer dans leurs théâtres privés les pièces qu'ils commandaient pour célébrer un événement ou pour profiter d'une réunion de famille.

## Personnages
Elle se compose d'un petit nombre de personnages : cinq femmes et six hommes, dont quatre seulement jouent et chantent.
| Personnages | Rôle                   | Voix    |
| ----------- | ---------------------- | ------- |
| Tarquino    | Roi                    |         |
| Lelio       | Roi des Rutules        |         |
| Lucrecia    | Dame romaine           | Soprano |
| Silvia      | Princesse romaine      |         |
| Sexto       | Prince                 |         |
| Valerio     | Galant                 |         |
| Octavia     | Sœur de Lelio          | Soprano |
| Laureta     | Confidante de Lucrecia | Soprano |
| Colatino    | Jeune galant           |         |
| Corvín      | Crieur                 |         |
| Tulia       | Sœur de Colatino       | Soprano |
|             | Des soldats            |         |

## Argument et résumé
Le librettiste Nicolás González Martínez avait à l'esprit les origines légendaires de l'histoire de Rome. Ainsi, la zarzuela raconte l'épisode du crime commis par Sextus Tarquin, fils du roi, sur Lucrèce, causant son déshonneur et son suicide final.
Sextus viole Lucrèce, qui finit par se suicider. Cette mort déclenche la quête de vengeance de son mari Lucius Tarquinus Collatinus. Aidé par des patriciens romains irréprochables, il combat les Tarquins et libère Rome de ses imperfections. Entre-temps, le pacte entre Romains et Rutules et les alliances matrimoniales ont lieu, où les personnages secondaires (le roi, Lelio, Silvia, Valerio, Octavia et Tulia) et les comédiens (Laureta et Corbín) entrent en scène, donnant un sens complet au drame.

### Acte I
La pièce s'ouvre sur la célébration de la victoire romaine et sur une scène d'ouverture dans laquelle Sexto tente de séduire Lucrecia. L'intrigue se complique avec l'apparition des personnages Colatino, Valerio, Lelio et Octavia. Le premier prend conscience de la souffrance de Lucrèce, même s'il n'en connaît pas les causes.
Dans le même temps, les rois de Rome et des Rutules établissent des mariages de convenance : Lelio doit épouser Silvia, la fille du roi, et Sexto doit épouser Octavia afin de signer la paix entre les deux nations. C'est le problème amoureux typique des zarzuelas ou des opéras en général : Tulia, qui a rompu avec Sexto, se sent rejetée et Octavia, qui aime Valerio, doit agir contre ses sentiments en accomplissant le mariage arrangé. Les seuls amoureux triomphants sont Silvia et Lelio.
Cette première journée nous permet de découvrir les pensées et les préoccupations de chaque personnage, en développant leur personnalité et en montrant qu'ils sont des personnages purement humains. Lucrecia, malgré les menaces de Sexto, rejette violemment ses prétentions. Pendant ce temps, Tulia éprouve le désir de se venger du rejet constant de Sexto et Colatino cherche à confronter le fils du roi, bien qu'il doive d'abord répondre de sa loyauté envers la couronne et son honneur.

### Acte II
Le mariage se prépare. À ce moment-là, les protagonistes se promènent dans le jardin où Sexto réitère ses tentatives sur Lucrecia et où Colatino cherche déjà à l'affronter. De plus, Tulia et Octavia souffrent du mépris et de la tromperie de Sexto et lui en veulent.
Toutes ces tentatives récurrentes déclenchent la véritable tragédie du drame : Lucrecia est violée par Sexto. Face à cette catastrophe, Lucrecia se sent honteuse aux yeux de Colatino et met fin à ses jours. Elle ne meurt pas explicitement, sur scène, mais sa mort est racontée par l'un des personnages comiques. Laureta raconte ce qui s'est passé d'une manière burlesque, peut-être dans le but de réduire le poids dramatique de l'histoire.
Désireux de se venger, Colatino se bat contre les tyrans. La conspiration du sénat et de la plèbe est préparée : ils attaqueront pendant la cérémonie de mariage. Cependant, au cours du développement, le temple est pris d'assaut et les Tarquins parviennent à s'enfuir. La zarzuela culmine avec les trois mariages célébrés comme une fin heureuse, typique des spectacles musicaux de cette période.

## Première et reprises
En supposant que ce soit le duc de Medinaceli qui ait commandé cette zarzuela, et grâce aux annotations trouvées dans les manuscrits de la composition, les recherches ont pu montrer qu'elle a été jouée dans le Colisée du duc. La partition et le livret sont les seuls documents qui nous donnent des informations, bien qu'il manque de nombreux détails tels que la date de la première. On ignore cependant pourquoi le duc a choisi José de Nebra comme compositeur pour ce type de zarzuela, ainsi que les détails de la mise en scène : frais de mise en scène, costumes somptueux, entre autres.
En ce qui concerne les reprises, il y a, dans l'œuvre, des pièces ajoutées ultérieurement, mais l'année de publication n'est pas précisée, il est donc probable que des modifications aient été apportées par le compositeur lui-même. Ces compositions, qui étaient jouées dans des Colisées privés, étaient généralement confiées à des compagnies théâtrales qui les utilisaient ensuite sur d'autres scènes. On peut ainsi en conclure qu'il y a pu avoir plusieurs reprises, bien que les documents et les données soient insuffisants pour étayer cette thèse.
Cependant, selon les données trouvées dans l'Archivo Histórico de la ville de Madrid, la compagnie de San Miguel a monté une reprise de l'œuvre le 3 mai 1749. Cette reprise comprenait des saynètes avec une musique du compositeur.